# Pirgi

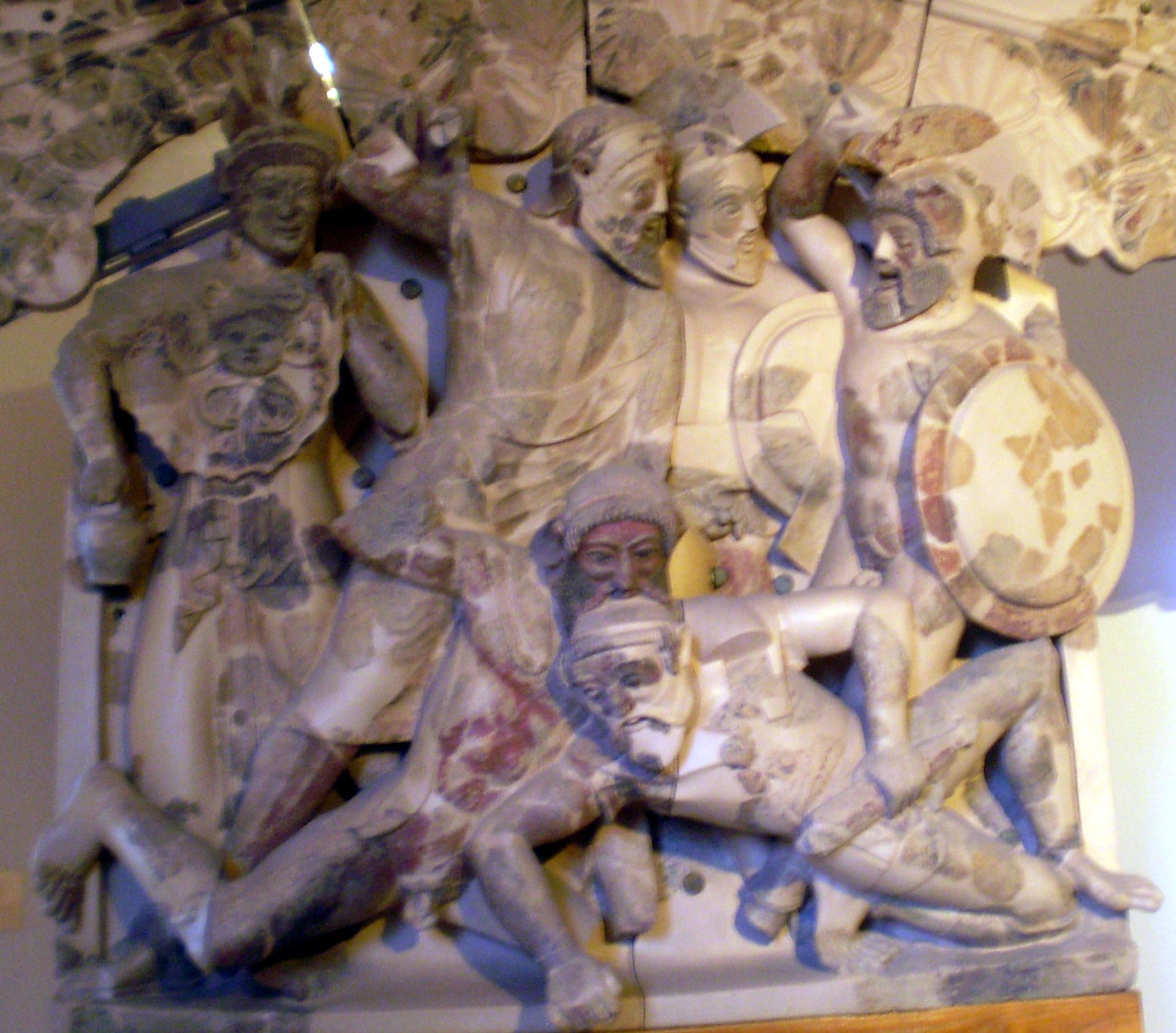
Detalle de grupo escultórico de arcilla, representando una escena mitológica del ciclo tebano. Descubierta en el área del templo A de Pirgi.

Pirgi fue un antiguo puerto etrusco del Lacio, Italia central, al noroeste de Caere. Su lugar lo ocupa hoy el municipio de Santa Severa.
Los restos de sus murallas defensivas forman bloques poligonales, de arenisca y caliza cuidadosamente amalgamadas. Encierran un área rectangular de 200 metros de ancho por 220 metros de largo, aunque el cuadrante suroccidental fue destruido probablemente por la erosión del mar. Contenía un templo a Leucótea, cuya fundación se atribuye a los pelasgos. 
La ciudad fue saqueada por Dionisio I de Siracusa en 384 a. C. Posteriormente, pasó a depender de Caere, no obstante es poco probable que se tratara simplemente del puerto de la ciudad etrusca, al menos en sus orígenes. La ciudad de Alsium se encontraba 8 kilómetros al sur.
En Pirgi fue fundada una colonia romana, que es mencionada por primera vez en 191 a. C. Posteriormente, siguió suministrando pescado a Roma, y se convirtió en un conocido lugar de veraneo, al igual que Punicum (Santa Marinella), situada 8 kilómetros al noroeste, donde abundan las ruinas de villas. Las dos ciudades contenían paradas de la costera vía Aurelia.
En 1957, las excavaciones revelaron la existencia de un gran templo de tres ábsides. En 1964 fueron encontradas las Láminas de Pirgi, que contenían textos en etrusco y fenicio.